# Ahmed Jasszer
Ahmed Yasser (Doha, 1994. május 17. –) katari válogatott labdarúgó.

## Klub
A labdarúgást a ed-Duhaíl csapatában kezdte. Később játszott még a Cultural y Deportiva Leonesa (2017–2018), a Al-Rayyan SC (2018) és a Vissel Kobe (2018) csapatában.

## Nemzeti válogatott
2012-ben debütált a katari válogatottban. A katari válogatottban 33 mérkőzést játszott.

## Statisztika
| Katari válogatott | Katari válogatott | Katari válogatott |
| Időszak           | Mérk.             | gól               |
| ----------------- | ----------------- | ----------------- |
| 2012              | 1                 | 0                 |
| 2013              | 4                 | 0                 |
| 2014              | 1                 | 0                 |
| 2015              | 8                 | 0                 |
| 2016              | 10                | 0                 |
| 2017              | 9                 | 0                 |
| Összesen          | 33                | 0                 |